# عبدوس بن مالك العطار
عبدوس بن مالك العطار، أبو محمد، هو أحد تلاميذ الإمام أحمد بن حنبل، وكان له مكانة خاصة ومنزلة عنده. وقد روى عن الإمام أحمد مسائل وأخبار لم تصل إلينا كلها، ويعتبر ثقة في روايته.

## سيرته ومكانته
لا تتوفر الكثير من التفاصيل عن حياة عبدوس العطار المبكرة، ولكن المصادر تشير إلى مكانته الرفيعة عند شيخه الإمام أحمد بن حنبل. كان يُعرف بصدقه وأمانته في النقل، مما جعل رواياته موثوقة ومعتمدة لدى العلماء المتأخرين. وقد ذكرته كتب التراجم والسير، مثل "طبقات الحنابلة" لابن أبي يعلى وسير أعلام النبلاء للذهبي، وتاريخ بغداد للخطيب البغدادي كأحد الرواة البارزين عن الإمام أحمد.
توفي عبدوس بن مالك العطار حوالي سنة 250 هـ

## روايته عن الإمام احمد
أهم ما اشتهر به عبدوس العطار هو روايته لـ "رسالة عبدوس عن الإمام أحمد في أصول السنة"، والتي تُعرف أيضًا بـ أصول السنة للإمام أحمد بن حنبل. هذه الرسالة تُعد من المصادر المهمة في الفقه الحنبلي والعقيدة السنية، وتتضمن أصول السنة التي كان يتبعها الإمام أحمد وأصحابه.
بالإضافة إلي روايته عن الإمام أحمد، فقد روي أيضاً عن يحيى بن معين، وشبابة بن سوار، وإسحاق بن يوسف الأزرق.
قَالَ عَبدُوس سَمِعت أَحْمد بن حَنْبَل يَقُول أصُول السّنة عندنَا التَّمَسُّك بِمَا كَانَ عَلَيْهِ أَصْحَاب رَسُول الله والاقتداء بهم وَترك المراء والجدال والخصومات فِي الدّين وَالسّنة عندنَا آثَار رَسُول الله وَالسّنة تفسر الْقُرْآن وَهِي دَلَائِل الْقُرْآن وَلَيْسَ فِي السّنة قِيَاس وَلَا تضرب لَهَا الْأَمْثَال وَلَا تدْرك بالعقول وَلَا الْأَهْوَاء وَإِنَّمَا هُوَ الإتباع وَترك الْهوى

## مؤلفاته
- "مسائل الإمام أحمد" قال الخلال: وقد روى عن أبي عبد اللَّه مسائل لم يروها غيره، ولم تقع إلينا كلها. مات ولم تخرج عنه، ووقع إلينا منها شيء أخرجه أبو عبد اللَّه في جماع أبواب السنة ما لو رحل رجل إلى الصين في طلبها لكان قليلا، أخرجه أبو عبد اللَّه، ودفعه إليه.[6]
- "السنة" وهي رسالة في العقيدة ذكرها ابن أبي يعلى في "الطبقات"، ولها مخطوط بالظاهرية.[6]